# 南波健二
南波 健二（なんば けんじ、本名：南波 健之、1940年11月18日 - ）は、日本の漫画家。東京都杉並区出身。息女はミュージシャンのサブリナ・ブルネイとマユタン。

## 来歴
1940年11月18日、東京都杉並区荻窪に生まれる。手塚治虫に憧れ中学生の頃から漫画家を目指す。中学3年の頃高野よしてるに師事し漫画を教わる。高校2年で「荒鷲の決戦」で貸本漫画デビュー。卒業後、阿佐ヶ谷美術専門学校に入学。以降、川崎のぼるらと共にさいとう・たかをのアシスタントをしながら、貸本漫画向け単行本にアクション漫画、時代劇漫画を描いた。
さいとうが主催した漫画制作集団「劇画集団」に加わり、佐藤まさあきとの競作単行本『SNシリーズ』など貸本劇画で多くのヒット作を放ち、南波プロダクションを設立した。貸本劇画時代では特に『アタック・アクションシリーズ』がノルマンディー上陸後の米軍の活躍を描き、コンバット劇画として一世を風靡した。
その後、貸本劇画の衰退に伴い、執筆の場を漫画雑誌に移し、『週刊少年キング』、『週刊少年マガジン』、『週刊漫画アクション』などでハードアクション劇画を多数執筆した。

## 作品リスト
- アタック・アクションシリーズ
- アタックジョー
- ウルフの調書（原作：梶原一騎）
- キック魂（原作：梶原一騎）
- 黒バイ将軍
- ジャンプ獅子シリーズ
- 処刑人ゴッド
- 拳銃王子（原作：真樹日佐夫）
- 新宿無頼・てっかり
- タックル猛牛シリーズ
- 豹マン
- ベラクルス
- デビルホーク（南波健二&江波じょうじ）
- 球鬼がいく（南波健二&江波じょうじ）
- デッド・クロス（南波健二&江波じょうじ）
- ウォービームス（南波健二&江波じょうじ）
- 男の翼
- 志士
- 三銃士（南波健二・久保田千太郎）
- たぎり（原作：さわさかえ）

## 師匠
- さいとう・たかを
- 高野よしてる

## アシスタント
- ながやす巧 - 南波プロにアシスタントとして在籍し、『南波プロマガジン』に作品を多数掲載後、独立した。
- 前田俊夫